# Märzen

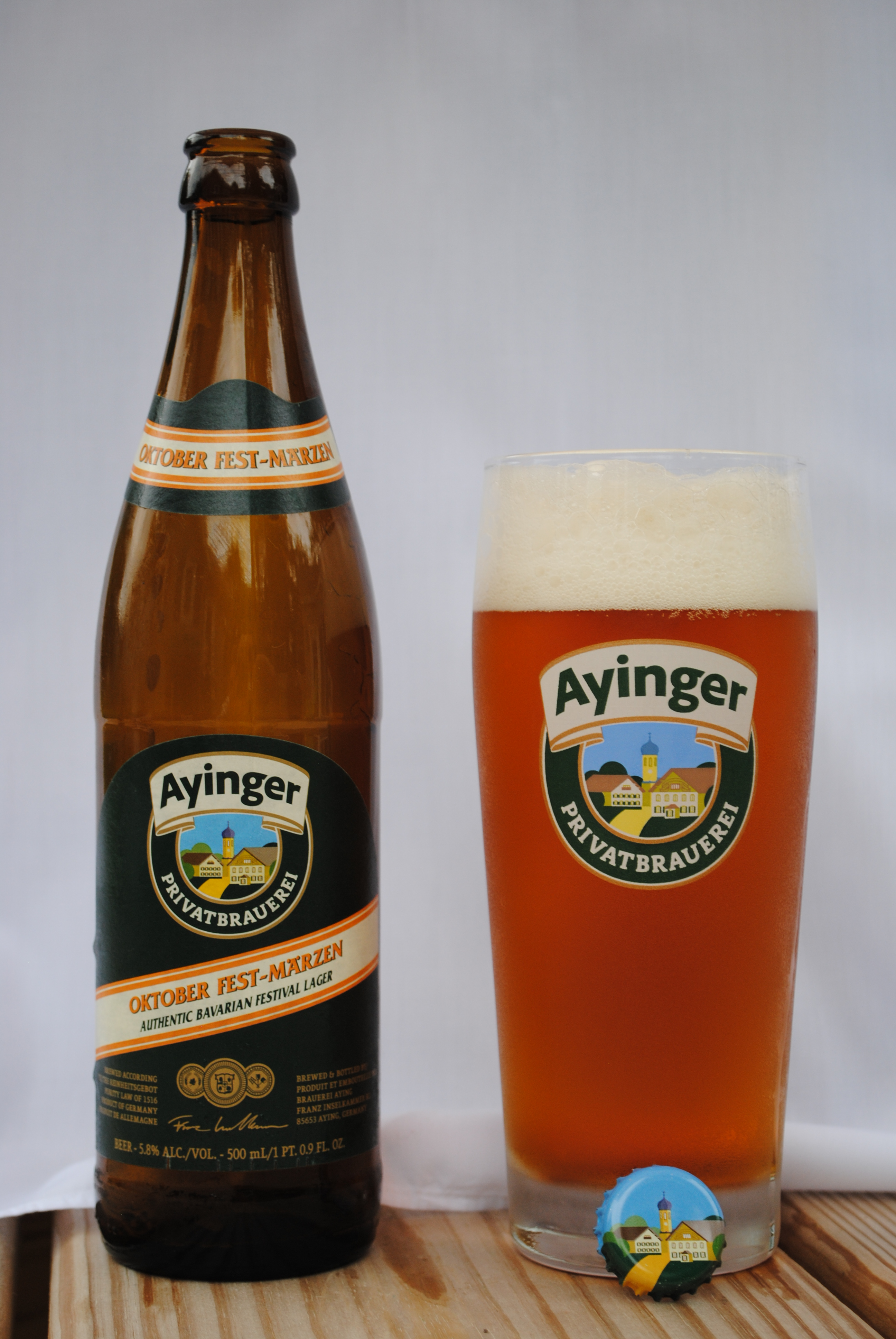
Pivo Ayinger

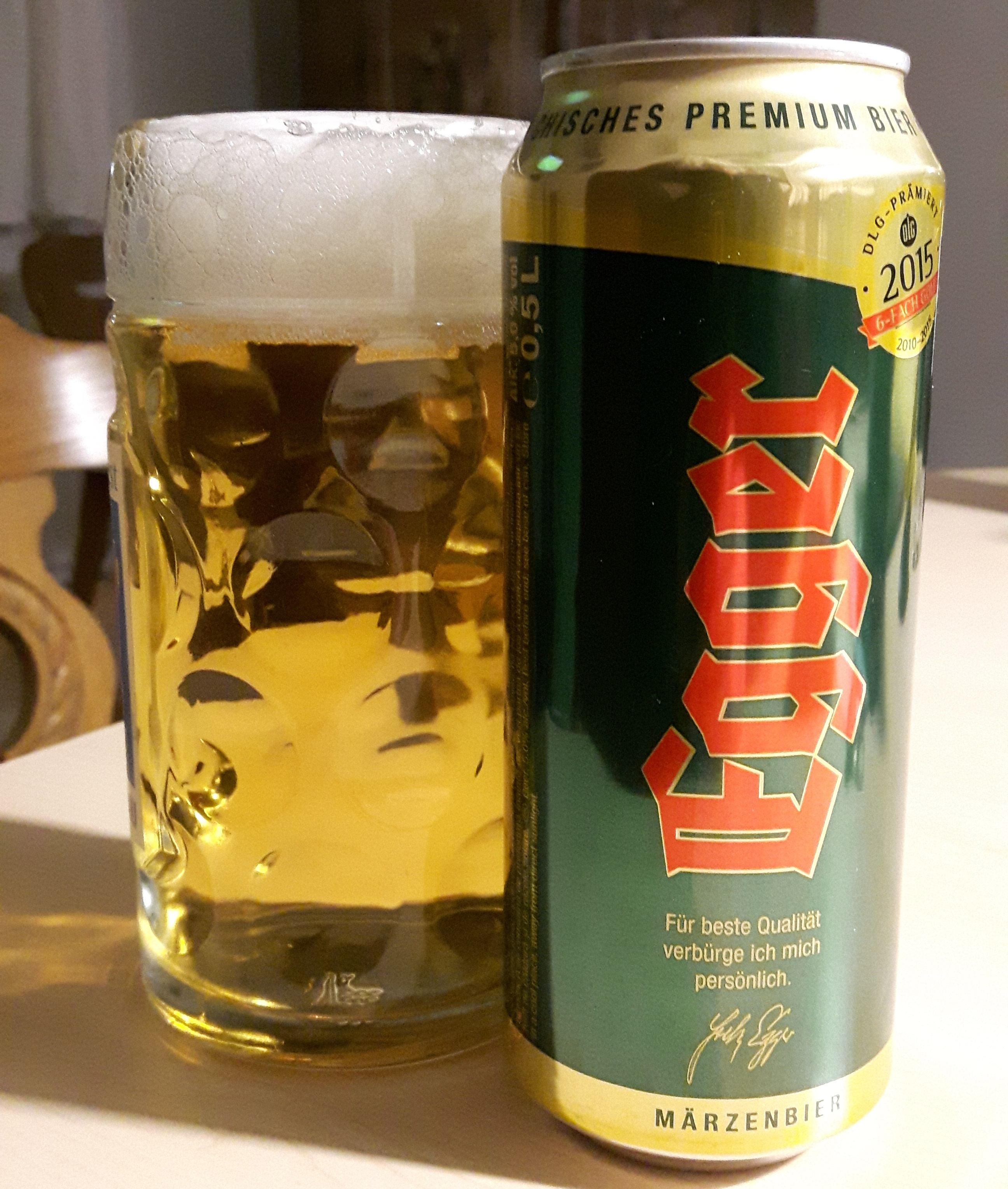
Rakouské pivo Märzen

Märzen nebo Märzenbier (březňák) je silné pivo typu ležák s vysokým obsahem alkoholu, které vzniklo v Bavorsku. Má lehce nasládlou karamelovou příchuť. Název vznikl podle měsíce březen (německy März), kdy se pivo vařilo. Barva se může pohybovat od světlé jantarové barvy (německy helles Märzen), až po tmavou hnědě mosaznou barvu (německy dunkel Märzen). V současné době se v Německu pivo vaří hlavně v jižních spolkových zemích jako je Bavorsko a Bádensko-Wüttembersko. Pivo se vaří i v několika pivovarech v Rakousku, České republice, Polsku a USA.

## Historie
V bavorském pivovarském řádu z roku 1539 a v nařízení bavorského vévody Alberchta V. z roku 1553 bylo stanoveno, že pivo se smí vařit pouze v období od svátku sv. Michaela (29. září) do svátku sv. Jiří (23. dubna). V následujících pěti měsících bylo vaření piva zakázáno z důvodu zvýšeného rizika požárů v letních měsících. Výroba tohoto spodně kvašeného druhu piva navíc vyžaduje nižší teploty než deset stupňů.
Aby bylo pivo dostupné i přes léto, vařilo se v březnu toto speciální trvanlivé pivo. Toho bylo dosaženo zvýšením původního obsahu mladiny i alkoholu a vyšším chmelením. Bylo skladováno v hlubokých skalních sklepích. Pokud to bylo možné, byly naplněny přírodním ledem. Bloky ledu se obvykle získávaly z blízkých řek nebo vlastních pivovarských rybníků. Aby byl sklep chráněn před slunečním svitem, vysazoval se nad ním jírovec maďal neboli kaštan, který díky velkým listům poskytoval dostatečný stín a jeho mělké kořeny neohrožovaly strop sklepa.
Protože tento typ piva měl nejdelší výdrž, prodávalo se pivo tradičně i na Oktoberfestu.

## Současnost
Termín Märzenbier se obecně používá spíše pro silnější ležáky, zejména v jižním Německu a Rakousku. K tradičnímu jihoněmeckému pivovarnickému stylu patří také piva typu Märzen z Hesenska, Severního Porýní-Vestfálska a Durynska. Tento pivovarnický styl se aktuálně mezinárodně označuje jako German-Style Maerzen, zatímco v Rakousku je používání tohoto označení složitější, protože tamní pivo typu Märzen je spodně kvašené pivo, ale Märzenbier je synonymem pro Helles, je tedy lehčí a má o něco méně mladiny. Proto je také obsah alkoholu nižší, v průměru 4 % – 5 % alkoholu.